# Funk rock
Funk rock je hudební žánr, který fúzuje rockovou hudbu a funkové elementy. Tento žánr začal v šedesátých letech u umělců jako například The Jimi Hendrix Experience, War, Funkadelic, Edwin Star, The Temptations či Mother's Finest.

## Experimence
Někteří hudebníci s funk-rockem jenom experimentovali. Mezi takové hudebníky patří The Isley Brothers (3 + 3 album), Rufus, Graham Central Station, Sly & The Family Stone (píseň „Dance to the Music“), Frank Zappa („My Guitar Wants To Kill Your Mama“, „Dirty Love“), Wild Cherry („Play That Funky Music“), The Temptations („Ball of Confusion“) .

## Podžánr
Dále existuje žánr funk metal což je hudební žánr, který se vyvinul z funk-rocku a kombinoval elementy heavy metalu. Tento žánr je rovněž fúze dvou stylů, která proběhla v osmdesátých letech minulého století.
Mezi moderní umělce funk rocku patří
- INXS
- Rick Derringer
- Redbone
- Aerosmith
- David Bowie
- Wild Cherry
- Gary Wright
- Fishbone
- Kezia Jones
- Stevie Salas
- Red Hot Chili Peppers
- Living Colour
- King Chango
- Jane's Addiction
- Rage Against the Machine
- Skunk Anansie
- Incubus
- Faith No More
- Funkadelic
- Mamma Give me Funk!
- Primus
- Los Amigos Invisibles